# Шаповал, Виктор Павлович
Виктор Павлович Шаповал (30 марта 1936 — 14 июня 1994) — советский хозяйственный, государственный и политический деятель, Герой Социалистического Труда. 

## Биография
Родился в 1936 году в деревне Колозубы Ружанской гмины Косовского повята Полесского воеводства Польской Республики.
С 1952 года — на хозяйственной, общественной и политической работе.
В 1952—1956 годах — колхозник колхоза «Первое Мая», матрос на Краснознамённом Балтийском флоте, полевод в колхозе «Первое Мая», токарь при Ивацевичской ремонтно-технической и мелиоративной станции, машинист, старший машинист экскаватора Ганцевичского строительно-монтажного управления треста «Пинскводстроймеханизация» Министерства мелиорации и водного хозяйства Белорусской ССР, заместитель начальника, мастер производственно-технического отдела ПМК-63.
Член КПСС с 1967 года.
Указом Президиума Верховного Совета СССР от 10 марта 1976 года присвоено звание Героя Социалистического Труда с вручением ордена Ленина и золотой медали «Серп и Молот».
Избирался депутатом Верховного Совета Белорусской ССР 8-го созыва.
Делегат XXV съезда КПСС.
Умер в Ганцевичах в 1994 году.

## Награды
За успехи в выполнении планов VIІІ пятилетки (выполнил 7 годовых норм) 8 апреля 1971 года награжден орденом Ленина. 
Указом Президиума Верховного Совета СССР от 10 марта 1976 года В. П. Шаповалу присвоено звание Героя Социалистического Труда с вручением ордена Ленина и медали «Серп и Молот».

## Память
14 апреля 2006 года в Ганцевичском районном краеведческом музее прошел вечер памяти героя-земляка с участием родных, друзей, коллег. 
На доме по ул. Монтажников в Ганцевичи, где он жил с 1979 по 1994 год, в 2007 году установлена мемориальная доска.